# دروز (کشتی‌گیر)
دروز (انگلیسی: Droz; ۷ آوریل ۱۹۶۹ – ۳۰ ژوئن ۲۰۲۳) بازیکن فوتبال آمریکایی، کشتی‌گیر کشتی حرفه‌ای، و مقاله‌نویس اهل ایالات متحده آمریکا بود.
از باشگاه‌هایی که در آن بازی کرده است می‌توان به دنور برانکوز اشاره کرد.